# The Formula (album)
The Formula è un album collaborativo tra il rapper statunitense Buckshot e il produttore hip hop connazionale 9th Wonder, pubblicato nel 2008 da Duck Down Records.
| Recensione | Giudizio |
| ---------- | -------- |
| AllMusic   | [ 1 ]    |
| RapReviews | [ 2 ]    |

## Tracce
Testi di Kenyatta Blake e Patrick Douthit, musiche di 9th Wonder.
1. Intro - The Formula (feat. The Formula Crew) – 3:56
2. Ready (Brand New Day) – 3:51
3. Be Cool (feat. Swan) – 3:07
4. Go All Out (No Doubt!!!) (feat. Carlitta Durand) – 3:39
5. No Future – 3:04
6. Hold It Down (feat. Talib Kweli & Tyler Woods) – 4:30 (testo: Talib Greene, Tyler Woods)
7. Whassup With U? (feat. Keisha Shontelle) – 4:50 (testo: Keisha Hinnant)
8. One For You (Big Lou) – 2:46
9. Just Display – 2:53
10. Here We Go – 4:51
11. Throwin' Shade – 3:24
12. Shinin' Yall (feat. Arafat Yates & Big Chops of M1 Platoon) – 3:33 (testo: K. Dickens, V. Kerns)
13. Man Listen (Cause Ummm) (feat. Carlitta Durand) – 3:10

## Classifiche
| Classifica (2008)         | Posizione massima |
| ------------------------- | ----------------- |
| Stati Uniti               | 137               |
| US Heatseekers Albums     | 2                 |
| US Independent Albums     | 17                |
| US Top Rap Albums         | 18                |
| US Top R&B/Hip-Hop Albums | 47                |